# David Bomberg
David Garshen Bomberg (Birmingham, 5 dicembre 1890 – Londra, 19 agosto 1957) è stato un pittore britannico di origini ebraiche e polacche.

## Biografia
Nato a Birmingham, Bomberg era figlio di un conciatore di origini ebraiche e polacche. Nel 1895, Bomberg si trasferì a Londra dove rimase fino all'età di 23 anni. Durante i primi anni del Novecento, Bomberg entrò nel circolo di artisti di origini ebraiche di Whitechapel, che includevano Mark Gertler e Isaac Rosenberg e fu allievo di Henry Tonks presso la Slade School of Art, istituzione nella quale studiarono, oltre al già citato Gertler, Stanley Spencer, Christopher R.W. Nevinson e Dora Carrington. Dapprima studiò sotto Walter Sickert alla Westminster School of Art, dal 1908 al 1910. Durante gli anni immediatamente precedenti la prima guerra mondiale, Bomberg dipinse una serie di complesse composizioni antropomorfe, geometriche e spigolose che presentavano un numero limitato di colori e che seguono la scia del cubismo e del futurismo. Alcune delle sue opere venivano realizzate utilizzando delle strutture a griglia che suddividono la tela in uno schema di quadrati. Nel 1913, anno in cui fu espulso dalla Slade School of Art a causa del suo approccio pittorico anticonvenzionale e radicale per volere di Tonks, Frederick Brown e Philip Wilson Steer, l'artista viaggiò a Parigi assieme a Jacob Epstein e abbracciò il vorticismo di cui fu un acclamato esponente.
Avendo perso fiducia nell'età delle macchine (progresso tecnico) a causa delle sue esperienze da soldato di trincea, e a causa del suo scetticismo nei confronti del modernismo britannico che giudicava retrogrado, Bomberg si convertì negli anni venti a uno stile più figurativo e sempre più dominato da ritratti e paesaggi naturali. Smise anche di frequentare la vivace scena artistica londinese e viaggiò molto negli anni seguenti, vivendo in Palestina fra il 1923 e il 1927 e in Spagna fra il 1934 e il 1935. Nel mentre, la sua arte iniziò a risentire sempre più la lezione dell'espressionismo.
Dal 1945 al 1953, lavorò come insegnante al London Borough Polytechnic (oggi London South Bank University) ed ebbe fra i suoi allievi Frank Auerbach, Leon Kossoff, Philip Holmes, Cliff Holden, Edna Mann, Dorothy Mead, Gustav Metzger, Dennis Creffield, Cecil Bailey e Miles Richmond. A lui venne dedicato il dormitorio della South Bank University conosciuto come David Bomberg House. Era sposato con la paesaggista Lilian Holt. Morì a Londra nel 1957.